# Mesostenus pluvialis
Mesostenus pluvialis là một loài tò vò trong họ Ichneumonidae.